# فيرنون نوروود
فيرنون لارنارد نوروود (من مواليد 10 أبريل 1992) هو لاعب ألعاب قوى أمريكي متخصص في سباق 400 متر. في عام 2021 حقق نوروود أفضل زمن شخصي جديد في سباق 200 متر وهو 20.30 ثانية في باتون روج. واحتل المركز الخامس في التجارب الأولمبية الأمريكية وتأهل لفرق التتابع 4x400 متر في الألعاب الأولمبية الصيفية 2020 في طوكيو. فاز نوروود بميدالية برونزية كجزء من فريق التتابع 4x400 متر المختلط وميدالية ذهبية كجزء من فريق في حدث 4x400 متر تتابع للرجال.
في التجارب الأولمبية الأمريكية عام 2024، احتل نوروود المركز الرابع في سباق 400 متر بزمن 44.47 ثانية. سجل أفضل رقم شخصي له وهو 44.10 ثانية في سباق 400 متر في لقاء لندن لألعاب القوى. تنافس نوروود في الألعاب الأولمبية الصيفية 2024 في باريس، وفاز بالميدالية الفضية كجزء من فريق التتابع المختلط 4 × 400 متر، بعد أن حطم الرقم القياسي العالمي في التصفيات وميدالية ذهبية كجزء من فريق التتابع 4 × 400 للرجال.